# Bentley S2
De Bentley S2 was een automodel van het Britse luxemerk Bentley dat van 1959 tot 1962 geproduceerd werd. De S2 was verwant aan de Rolls-Royce Silver Cloud II. Naast het standaardmodel werd er ook een krachtigere S2 Continental aangeboden.

## S2
De Bentley S2 kwam in oktober 1959 op de markt als opvolger van de Bentley S1 en werd aangedreven door de nieuwe aluminium 6230 cc V8-motor uit de Rolls-Royce Silver Cloud II. Deze motor leverde aanzienlijk betere prestaties dan de zescilinder lijnmotor uit de S1. De S2 kreeg een nieuw dashboard en stuurbekrachtiging en de toename van het motorvermogen maakte ook een betere airconditioning mogelijk.
De S2 was leverbaar met een standaard wielbasis van 3124 mm of met een verlengde wielbasis van 3226 mm. Van de 1863 geproduceerde standaard S2-modellen waren er 15 met een drophead coupé-carrosserie van Mulliner. Ook Park Ward, Hooper en James Young leverden op maat gemaakte carrosserieën. De meeste S2-exemplaren waren echter voorzien van de standaard Bentley S2-carrosserie. Van de 57 S2-modellen met verlengde wielbasis hadden er vijf een carrosserie van James Young en was er één exemplaar met een shooting brake-carrosserie van Wendler.

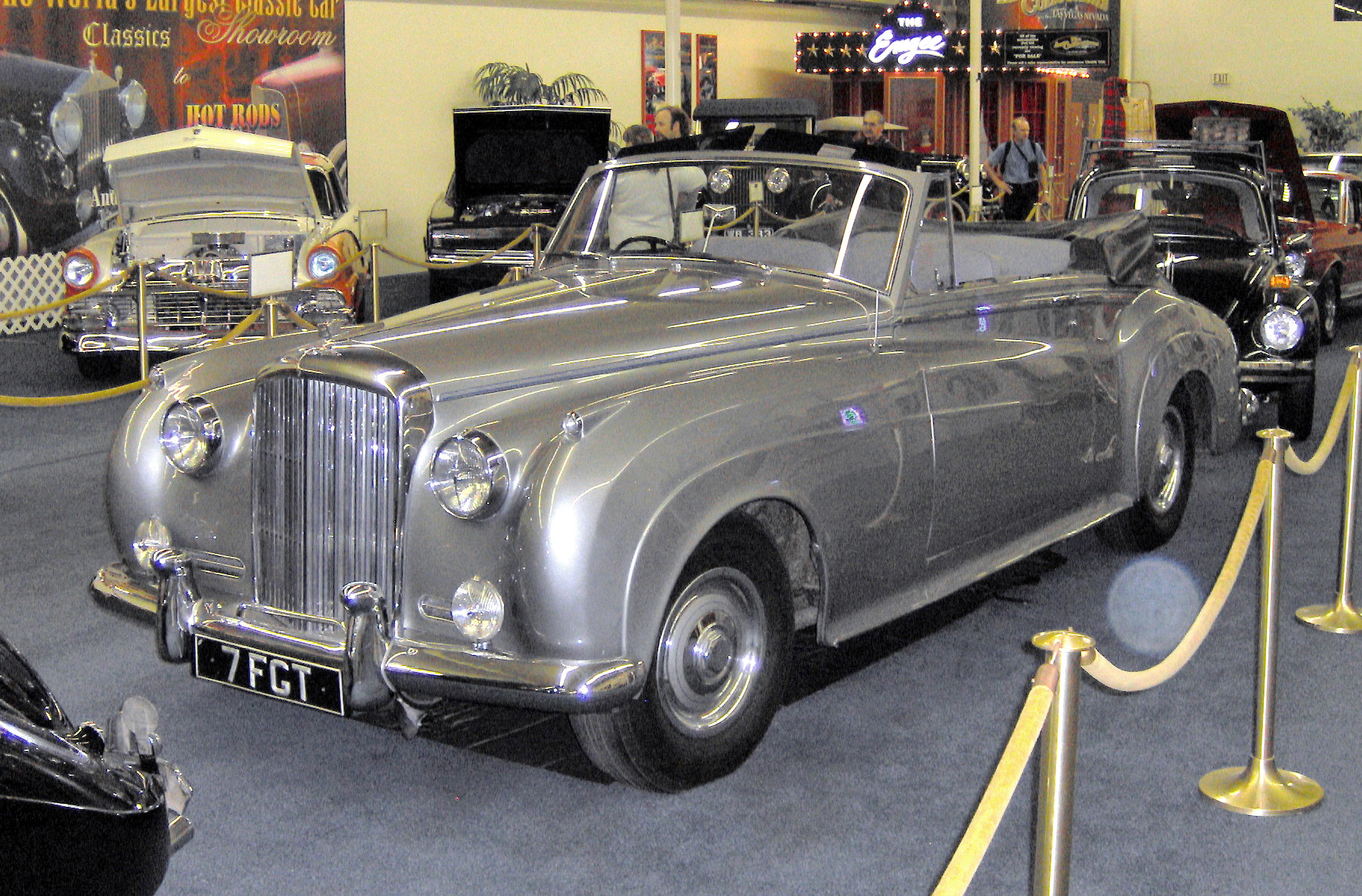
Bentley S2 drophead coupé van Mulliner
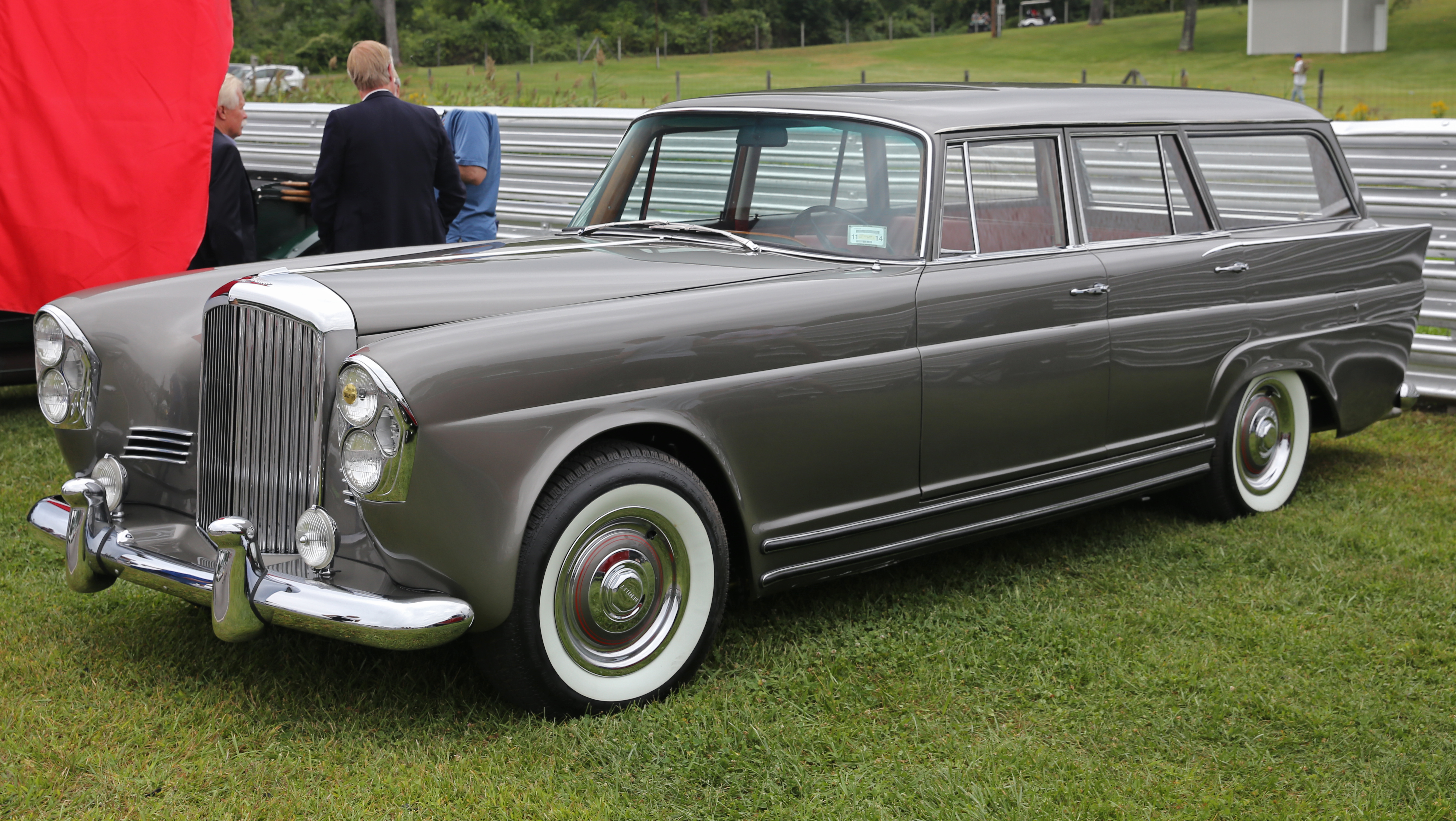
Bentley S2 shooting brake van Wendler

## S2 Continental
Net als bij de S1 bood Bentley ook een sportieve versie van de S2 aan, de Continental. Bentley leverde alleen het rollend chassis, De opbouw werd in opdracht van de klant uitgevoerd door onafhankelijke carrosseriebouwers waaronder Mulliner, James Young (zowel coupé als vierdeurs sedan), Park Ward (cabriolet), Hooper (sedan) en Graber (coupé). In totaal zijn er 388 exemplaren van de S2 Continental gebouwd.

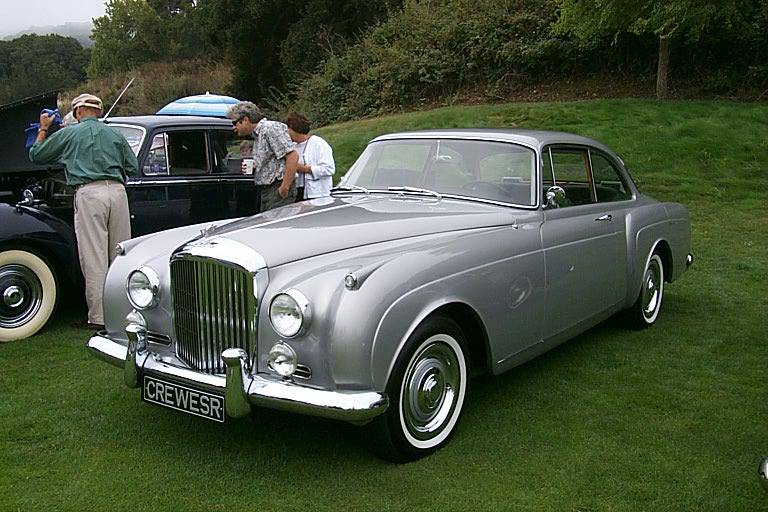
Bentley S2 Continental 2-deurs sedan van Mulliner
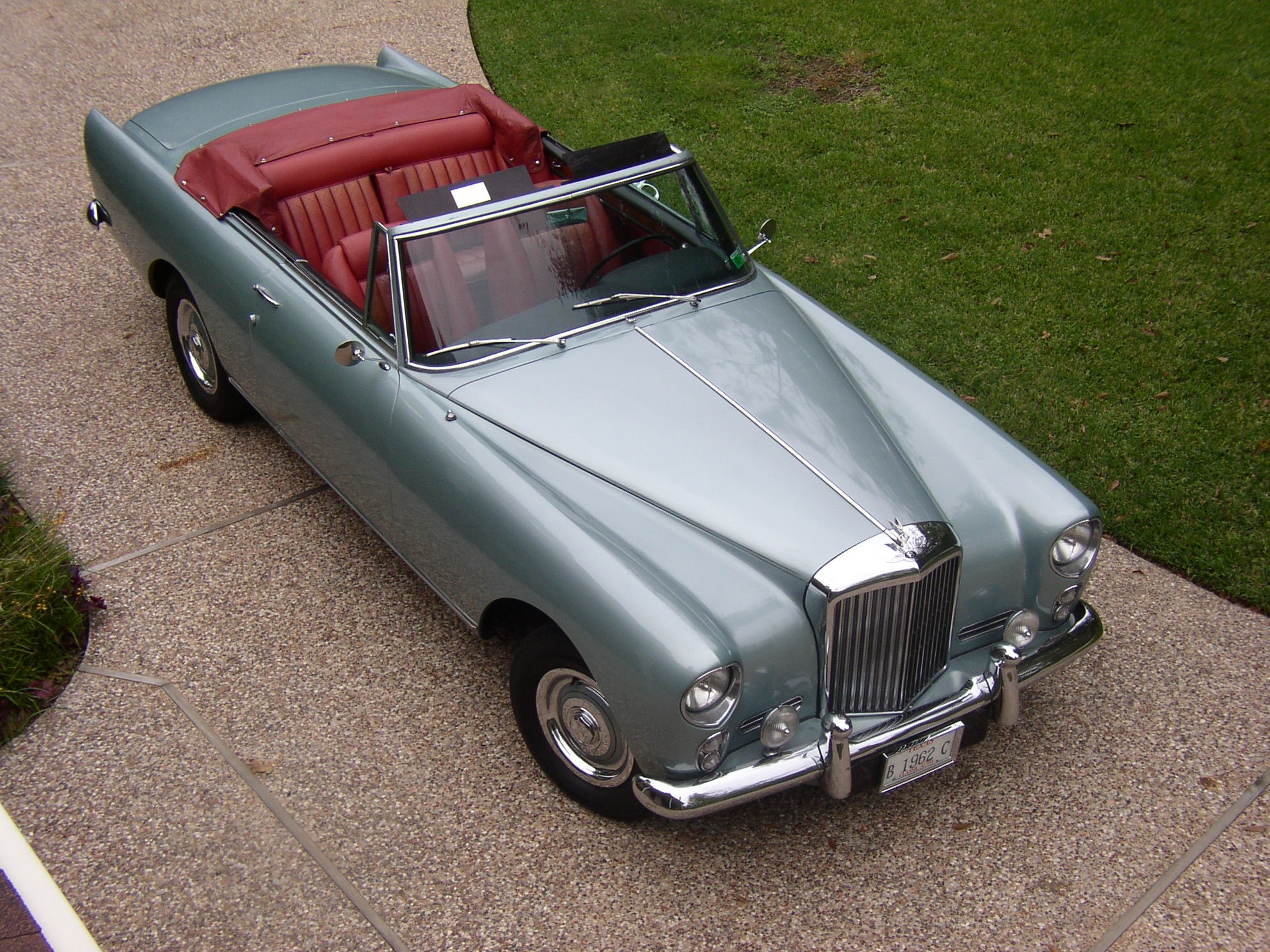
Bentley S2 Continental cabriolet van Park Ward
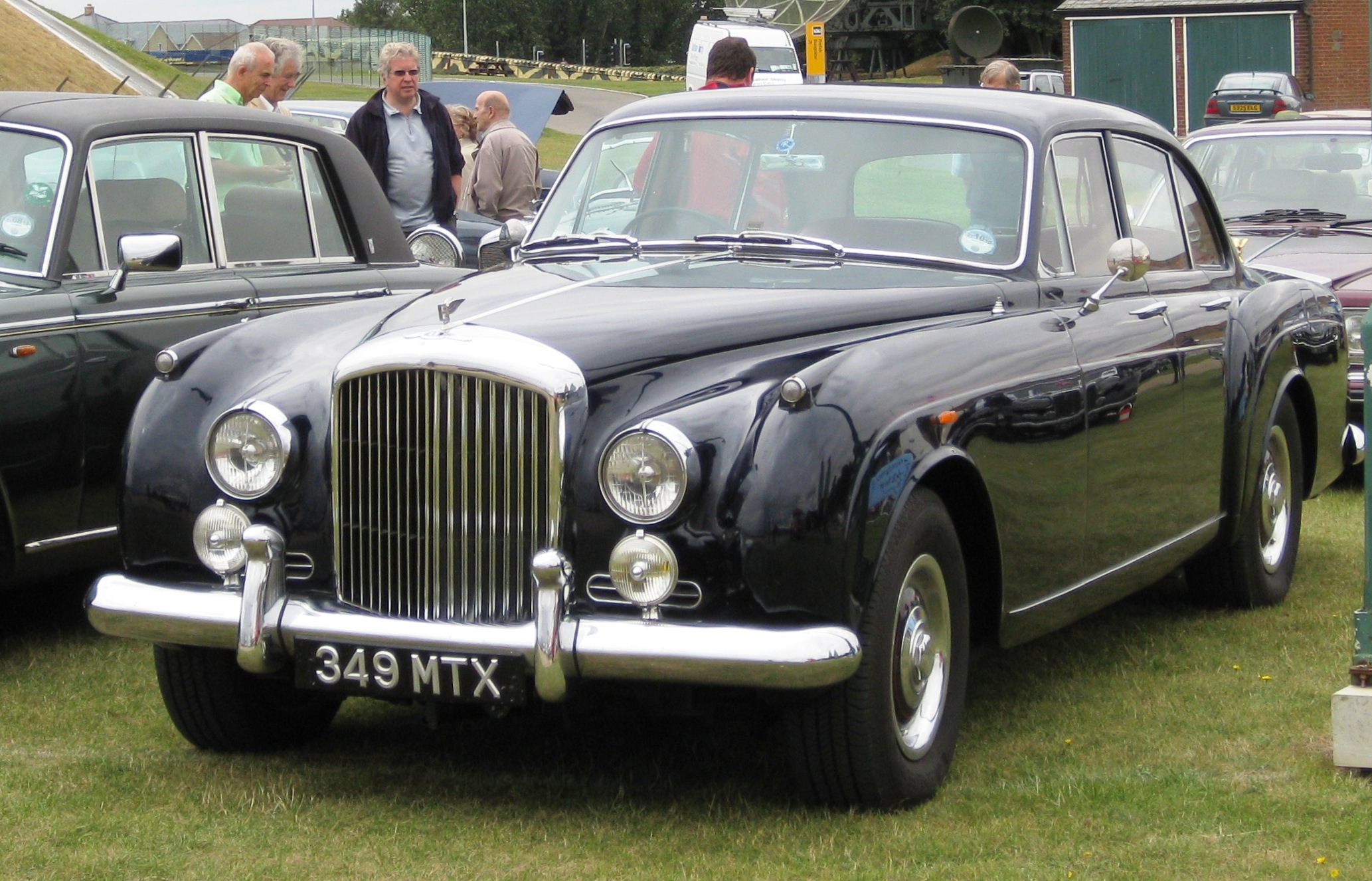
Bentley S2 Continental 4-deurs sedan Flying Spur van Mulliner
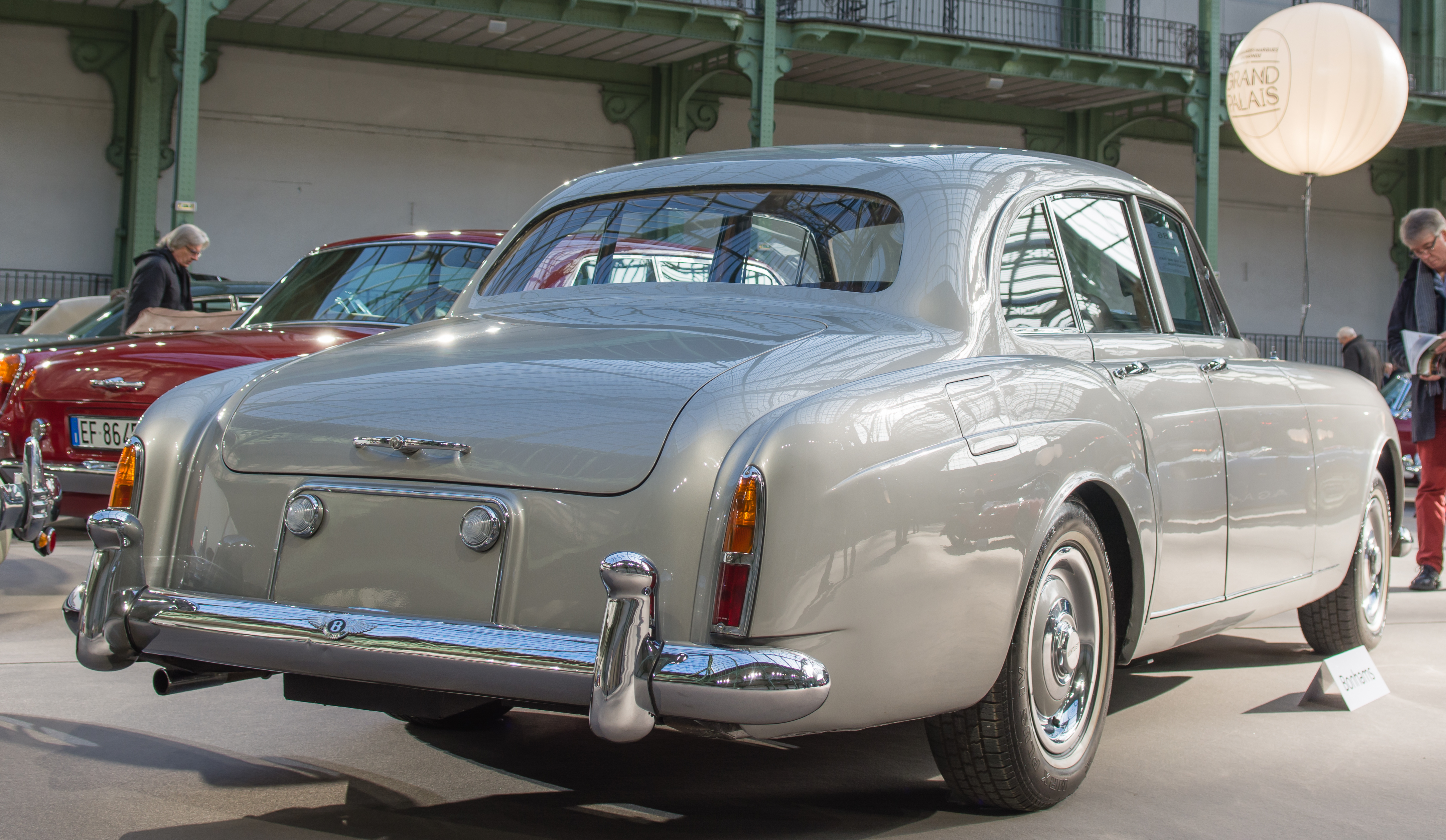
Bentley S2 Continental 4-deurs sedan Flying Spur van Mulliner, achteraanzicht
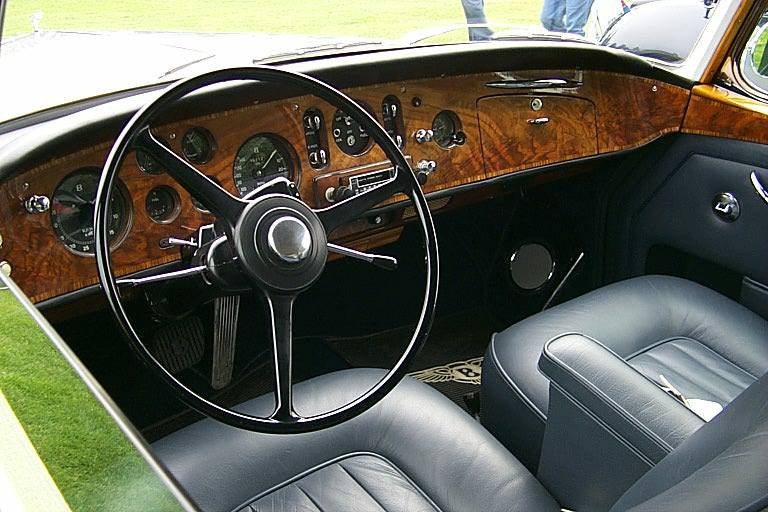
Bentley S2 Continental, interieur